# Dorian Dervite
Dorian Pierre Dervite-Vaussoue (Lilla, 25 de juliol de 1988), més conegut com a Dorian Dervite, és un futbolista professional francès, que juga com a defensa al Bolton Wanderers. Dervitte va tenir una passatge a l'equip B del Vila-real CF entre 2010 i 2012.
Va passar per les categories bàsiques del Lilla, pero al 2006, va ser traspassat a l'equip juvenil del Tottenham Hotspur FC, fa el seu debut en l'equip professional en el mateix any. En 2007, va sufrir una lesió al genoll que el va mantenir fora durant diversos mesos. En 2009, se cedit al Southend United on va jugar bé la temporada. En 2010, va signar amb l'equip B del Vila-real CF, on va jugar la segona divisió espanyola. En agost de 2012, va ser traspassat al Charlton Athletic on va jugar 70 partits. L'any 2015, és transfereix al Bolton, amb el contract de tres anys.